# Scotopteryx kiminaiana
Scotopteryx kiminaiana là một loài bướm đêm trong họ Geometridae.